# Time Machine (logiciel)
Pour les articles homonymes, voir Time machine.
 (août 2020).
Si vous disposez d'ouvrages ou d'articles de référence ou si vous connaissez des sites web de qualité traitant du thème abordé ici, merci de compléter l'article en donnant les références utiles à sa vérifiabilité et en les liant à la section « Notes et références ».
Time Machine est un logiciel de sauvegarde propriétaire développé par Apple, et intégré à macOS depuis Mac OS X Leopard. Le logiciel est conçu pour fonctionner avec le AirPort Time Capsule, un routeur Wi-Fi ayant un NAS intégré, ainsi que des disques durs internes ou externes.

## Aperçu
Time Machine crée des sauvegardes incrémentales de fichiers qui peuvent être restaurées plus tard. Il permet à l'utilisateur de restaurer le système entier ou des fichiers spécifiques.

## Sauvegarde
Time Machine effectue des copies de sauvegarde du système toutes les heures, qu'il conserve pendant 24 heures. Des sauvegardes quotidiennes sont également stockées pendant un mois, ainsi que des sauvegardes hebdomadaires jusqu'à saturation du disque. Il conserve les fichiers présents sur le disque, mais aussi les préférences utilisateurs, les comptes et les applications, afin de pouvoir récupérer l'intégralité du système lors d'une restauration.
Il est aussi possible de chiffrer les sauvegardes effectuées avec Time Machine, pour garantir une plus grande sécurité.

## Détails
La sauvegarde des fichiers se fait par défaut toutes les heures de manière automatique : une fois le logiciel configuré, il se charge de faire les synchronisations tout seul sans besoin de le lancer car il est intégré à son environnement macOS. Lorsqu'il ne peut faire la synchronisation car le disque de sauvegarde n'est pas connecté à l'ordinateur, il attend la prochaine connexion du disque de sauvegarde à l'ordinateur.
Pour pouvoir bénéficier d'une mobilité avec un ordinateur portable et ne pas être systématiquement connecté à un disque dur externe, la synchronisation peut se faire par Wi-Fi notamment en utilisant un disque dur externe Apple qui peut être relié à l'ordinateur par Wi-Fi et que le constructeur nomme une Time Capsule. La synchronisation automatique régulière est donc automatique tout en laissant sa mobilité à l'utilisateur dans la zone Wi-Fi de cette Time Capsule.
Les types partitions de volume Apple et GUID sont acceptés, tandis que le type MBR est déconseillé (problème résolu par Mac OS X 10.5.1).

### Méthode de sauvegarde
Chaque sous-dossier est nommé d'après la date et l'heure de la sauvegarde et contient l'intégralité de la hiérarchie des fichiers. Cependant, pour éviter de recopier le contenu de chaque fichier, tous les fichiers et dossiers identiques à la sauvegarde précédente sont stockés en tant que lien matériel. Si cette méthode n'est pas la plus économe en espace disque, elle a l'avantage de n'être tributaire d'aucun format de fichier et d'être accessible par n'importe quel composant du système.
Pour l'utilisateur, l'ouverture d'un dossier de sauvegarde lui donne accès à l'intégralité des données à une date et une heure précise sans même avoir à ouvrir un quelconque logiciel, même si l'utilisation du logiciel Time Machine est privilégié.

## Logiciels similaires pour d'autres systèmes d'exploitation
- Pour GNU/Linux : Back in Time (Linux software) (en)[1], TimeVault, FlyBack ou BackupPC.
- Pour OpenSolaris : Time slider (qui fonctionne d'ailleurs sans qu'il soit nécessaire d'adjoindre un deuxième disque dur).

## Supports de sauvegarde supportées par Apple
Par défaut, Time Machine permet la sauvegarde sur les périphériques suivants : 
- un disque local, un disque externe (USB ou Firewire),
- un disque externe connecté à une borne AirPort Extreme (AC) ou une Time Capsule
- une borne AirPort ou Time Capsule
- un Mac distant
- Un périphérique de type NAS prenant en charge TimeMachine via SMB